# السمفونية المغربية (فلم)
السمفونية المغربية هو فيلم موسيقي مغربي صدر سنة 2006، من كتابة وإخراج كمال كمال، وبطولة كل من يونس ميكري، وعبد الله العمراني، وعزيز حطاب، ورفيق بوبكر، وماجدولين الإدريسي، ومحمد الشوبي. الفيلم تطلب إنتاجه مدة 3 سنوات ويعتبر من الأفلام المغربية النادرة التي تطرقت إلى موضوع الموسيقى، وتم اختياره لتمثيل المغرب في المنافسة على جائزة الأوسكار لأفضل فيلم بلغة أجنبية في حفل توزيع جوائز الأوسكار التاسع والسبعون.
السمفونية المغربية هو الفيلم الثاني لكمال كمال. تم عرضه خلال الدورة الثامنة للمهرجان الوطني للفيلم بطنجة.

## القصة
يحكي الفيلم قصة حميد (يونس ميكري)، متطوع سابق شارك في حرب لبنان وعاد من هناك بخيبة أمل ويأس ليصبح متشردا في مدينة الدار البيضاء يلجئ للسرقة والإدمان لمكافحة تشرده وإعاقته الجسدية ومحاولا تحقيق هدفه الأكبر وهو إخراج سمفونيته الموسيقية حيز الوجود، وسيستعين بزملائه المتشردين المهمشين الذين يعيشون بدون مأوى ولا أمل في الحياة لإكمال السمفونية.

## طاقم التمثيل
- يونس ميكري بدور حميد
- عبد الله العمراني بدور الأستاذ كافي
- رفيق بوبكر بدور مصطفى
- ماجدولين الإدريسي بدور حبيبة
- عزيز حطاب بدور حسن
- هشام بهلول بدور عمر
- خالد بنشكرة بدور رفيق
- محمد الشوبي بدور طبيب الأسنان
- البشير وكين بدور بيوس
- جيهان كمال بدور أحلام
- ألكسندرا جينوفيس بدور ريبيكا
- المحجوب الراجي بدور با الحسن
- عمر عزوزي بدور الجنرال
- حمادي عمور بدور تاجر الآلات الموسيقية
- نفيسة الدكالي بدور زوجة كافي السابقة
- خديجة عدلي

## روابط خارجية
- مقالات تستعمل روابط فنية بلا صلة مع ويكي بيانات